# Joseph von Lauff
Joseph von Lauff (16. november 1855 i Köln - 20. august 1933) var en tysk dramatiker.
Han blev preuss. Officer, men han dram. Interesser og Forfatterskab bevirkede, at Kejser Vilhelm 1903 ansatte ham som Dramaturg ved Hofteatret i Wiesbaden. Hans Dramaer er skrevne »paa allerhøjeste Befaling«, tilhører den obligate Hohenzollern-Litt., men hans Romaner som »Die Hauptmannsfrau« (1895), »Kärrekiek« (1902) og »Pittje Pittjewitt« (1903) har ved friske Milieuskildringer vundet Anerkendelse. Han behandles i en monografi af Müller-Waldenburg (Stuttgart 1906).